# Pretty Yende
Pretty Yende (provincia de Mpumalanga, 6 de marzo de 1985) es una cantante lírica con tesitura de soprano sudafricana. Estudió en la academia lírica de La Scala y participó en varios concursos internacionales de canto lírico, ganando entre otros el de Operalia en 2011. La medalla de plata de la Orden de Ikhamanga le fue otorgada en 2013. En el mismo año, se inició en el Metropolitan Opera House de Nueva York.

## Trayectoria
Yende nació en 1985, cuando el régimen sudafricano aplicaba todavía la política segregacionista del apartheid. Creció en Thandukukhanya, en Piet Retief, una ciudad del Transvaal. Descubrió la ópera gracias a un spot publicitario ilustrado por el Dúo de las flores de Léo Delibes. A los dieciséis años, logró ganar un concurso de canto que le permitió acceder a una audición en el Colegio de Música de Sudáfrica, dependiente de la Universidad del Cabo.
En 2009, fue recompensada en los concursos internacionales Hans Gabor Belvedere y Montserrat Caballé. Interpretó a Clara, el personaje que canta Summertime en Porgy and Bess de George Gershwin, durante una gira en el Reino Unido del grupo operístico de Ciudad del Cabo. El año siguiente, obtuvo el primer premio del concurso internaciotnal de bel canto Vincenzo Bellini. A continuación, estudió durante tres años en la academia lírica de La Scala. Interpretó los roles de Bérénice en la ópera de Rossini, La ocasión hace al ladrón y de Musetta en La bohème, de Puccini, así como Norina en Don Pasquale de Gaetano Donizetti. En 2011, la soprano logró el primer premio del concurso de canto Operalia. Recibió igualmente el premio Siola de oro.,
En enero de 2013, Yende cantó por primera vez en el Metropolitan Opera de Nueva York. Fue llamada un mes antes del comienzo de las representaciones para reemplazar a Nino Machaidze, que tenía que interpretar el rol de Adèle en la ópera El Comte Ory de Rossini. El mismo año, dio un recital en el Wigmore Hall. Figura en la lista de los « 100 World Class South Africans » establecida por el semanario City Press. En 2014, fue nombrada en la categoría « jóvenes cantantes » del Internacional Opera Awards. Para su regreso al Metropolitan Opera, interpretó el personaje de Pamina en La flauta mágica de Mozart. Dio su primer recital neoyorquino en el Carnegie Hall y actuó también en el Kennedy Center de Washington. Interpretó el rol de Rosina en El barbero de Sevilla en la Ópera de la Bastilla de París, en febrero de 2016. Después tuvo el rol protagonista en Lucía de Lammermoor de Gaetano Donizetti,en la Ópera de la Bastilla, en octubre y noviembre de 2016, rol en el que triunfó, logrando ovaciones de pie en cada representación después del aria de la locura.

## Distinciones
En 2011, se alzó con el premio del concurso Operalia. En 2013, el presidente sudafricano Jacob Zuma otorgó a la soprano la medalla de plata de la Orden del Ikhamanga por sus éxitos internacionales.